# フェルトファーリ・ティボル
フェルトファーリ・ティボル（ハンガリー語: Földváry Tibor 又は Tibor von Földváry, 1863年7月5日 - 1912年3月27日）は、ハンガリー出身の男性フィギュアスケート選手(男子シングル)。
1895年ヨーロッパフィギュアスケート選手権優勝。

## 経歴
世界フィギュアスケート選手権やオリンピックが始まる以前に活躍した。
- 1892年ヨーロッパフィギュアスケート選手権2位。
- 1894年ヨーロッパフィギュアスケート選手権3位。
- 1895年ヨーロッパフィギュアスケート選手権優勝。

## 主な戦績
| 大会/年    | 1891-92 | 1893-94 | 1894-95 |
| ---------- | ------- | ------- | ------- |
| 欧州選手権 | 2       | 3       | 1       |